# 米尔扎·古拉姆·艾哈迈德

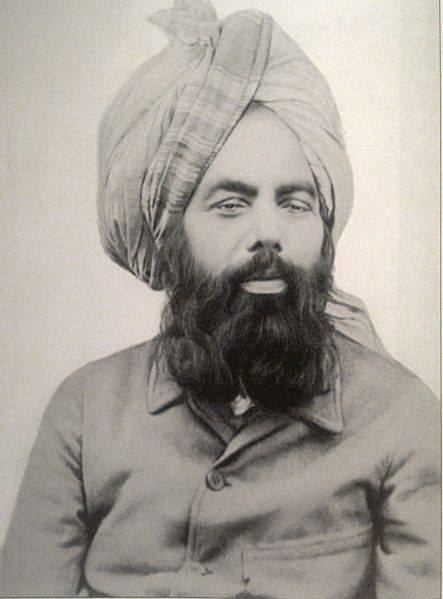
米尔扎·古拉姆·艾哈迈德

米尔扎·古拉姆·艾哈迈德（‎，1835年2月13日—1908年5月26日），英属印度时期宗教领袖，阿赫迈底亚运动的创立者。艾哈迈德自称是尔萨转世，是穆罕默德之后的先知，是什叶派传说中的救世主马赫迪。虽然他自称是虔诚的穆斯林，但是并不能被主流伊斯兰教派接受。
米尔扎·古拉姆·艾哈迈德生于英属印度时期的卡迪亚恩，宣称是真主派遣的宗教复兴者，全世界各种宗教的信奉者都以不同名字和称号期待他的降临。根据隐喻文字的预言，印度教徒期待着克里希纳（Krishna），基督教徒期待着基督，佛教徒期待着佛陀，拜火教等待着买索德巴赫米 (Mai Sod Ar Bahmi) ，而穆斯林期待着迈喜合（Messiah）和受道教长（Al-Mahdi）。在宇宙万物创造者，安拉的指引下，米尔萨先生作出了革命性的揭示：只出现这样一个宗教复兴者来代表这一时代对各宗教所预约的复兴人物，藉使人类最终将归依于一个全球统一的宗教团体。他又进一步主张这位主许的宗教复兴者将不具有他独自的教义，而只是服从伊斯兰教至圣穆罕默德的复兴者。他相信伊斯兰教将成为全人类最终和完美的生活法规，因此他声称人们所期待的宗教复兴者一定出现在伊斯兰教内，必须是一个信从至圣穆罕默德（祝他平安）的先知。他声言他的降临最终会导致人类一直在向往与渴求着的一个全球性宗教的黄金时代。真是一个非常崇高的宣称，虽然是一个谦逊与朴实的开端，但完全符合宗教的总的趋向与要求。
艾哈迈德在1880年发表《阿赫迈底亚的论证》一文，确立了阿赫迈底亚教派的基本教义。根据他的说法，尔萨在十字架上幸存了下来，后来移居到克什米尔的斯利那加，在那里去世，而他本人，就是尔萨的灵魂和力量的转世。1889年，艾哈迈德创立阿赫迈底亚运动。他的思想被广泛传播到世界各地，包括列夫·托尔斯泰等人均承认曾受其影响。

## 延伸閲讀
- The Essence of Islam, Islam International Publications, Ltd.; 2nd edition (2004), ISBN 1-85372-765-2
- Iain Adamson: Ahmad, The Guided One, Islam International Publications, 1990, revised 1991.
- Yohanan Friedmann, Prophecy Continuous – Aspects of Ahmadi Religious Thought and Its Medieval Background; Oxford University Press (2003) ISBN 965-264-014-X
- Jesus in India, Ahmadiyya Muslim Foreign Mission Department, 1978, ISBN 978-1-85372-723-8; Original Masih Hindustan Mein, Oriental & Religious Publications Ltd., Rabwah (Online （页面存档备份，存于）)
- Korbel, Jonathan; Preckel, Claudia. . Bentlage, Björn; Eggert, Marion; Krämer, Hans-Martin; Reichmuth, Stefan  (编). . Numen Book Series 154. Leiden: Brill Publishers. 2016: 426–442  [10 November 2020]. ISBN 978-90-04-32511-1. doi:10.1163/9789004329003_034. （原始内容存档于2021-11-04）.
- S. R. Valentine, 'Islam & the Ahmadiyya Jama'at', Hurst & Co, London/New York, 2008